# コンチネンタル航空1713便離陸失敗事故
コンチネンタル航空1713便離陸失敗事故（コンチネンタルこうくう1713びんりりくしっぱいじこ）は1987年11月15日に、デンバー-ステープルトン国際空港発ボイシ空港行のコンチネンタル航空1713便が離陸に失敗した事故である。乗客25名と乗員3名が死亡した:20。

## 事故機と天候

### 事故機

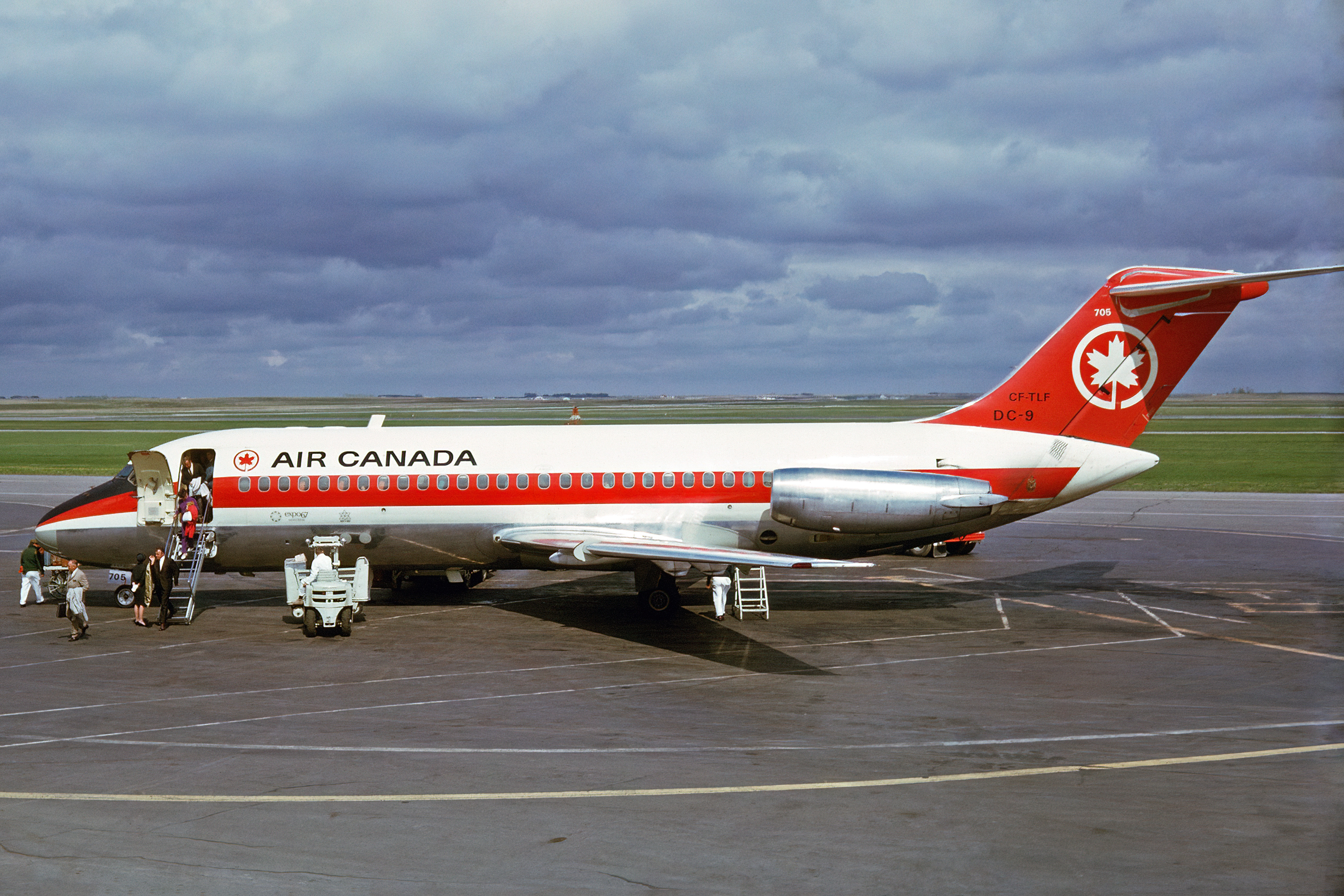
エア・カナダ時代の事故機

事故機のダグラス DC-9-14（登録番号N626TX）は、2基のプラット・アンド・ホイットニーJT8D-7B ターボファンエンジンを搭載したナローボディー機であった:7。事故機は、1966年にエア・カナダに納入され、1982年からコンチネンタル航空が使用していた:7
事故当時には52,424時間を飛行していた:7 。

### パイロット
機長は、DC-9の乗務経験が166時間あり、うち33時間が機長としてだった。副操縦士は、DC-9への乗務は36時間だった。つまり、2人ともDC-9での乗務が少なかった。

### 天候
事故当時、アメリカ国立気象局はステープルトン国際空港で湿った雪が降っていることを報告している:8。雪は、13時10分〜14時20分ごろに最も降っており、13時50分頃にピークを迎えていた:8。

## 事故の経緯
1713便は12時25分にステープルトン国際空港から離陸する予定だったが、雪のため遅れていた。13時03分に、1713便はゲートから除氷パッドまで移動したが、パイロット達は管制官からの許可を得ていなかった:3。 13時46分に除氷が完了し:1-2、13時51分に、除氷パッドからのタキシング許可を要請した。管制官は、1713便がまだゲートにいて、除氷パッドへの移動許可を要請していると考え、1713便に周波数を切り替えるよう指示した:2。地上管制官は1713便に除氷パッドまでの移動を許可した:2。しかし、すでに除氷パッドにいた1713便は、除氷パッドから滑走路35Lの端までタキシングを行った:2 。14時05分に1713便は滑走路に入り、離陸の準備が整った:3。滑走路で数分待った後に、管制官へ離陸許可を要請した:3。
1713便は14時14分に離陸した:3。しかし、離陸直後に機体は降下しだし、左翼が地面接触し分解した。左翼から出火し、客室内にも火が燃え広がった:3。左に回転して、機体の左側とコックピットが地面に接触し、そのまま反転した。これにより、多くの乗客が怪我を負った:20 。 フィッツシモンズ陸軍医療施設は、乗客の救助を手助けした。

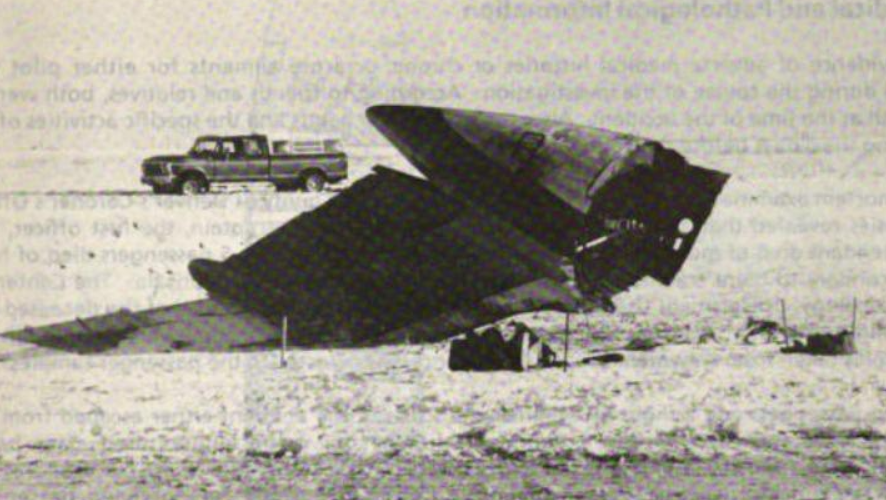
反転した尾翼

25人の乗客と3人の乗員が死亡した。機長と副操縦士、1人の客室乗務員、11人の乗客が打撲により亡くなった:20また、5人の乗客は頭部外傷で死亡し、9人の乗客は、窒息死した:20。52人の乗客と2人の乗員が生き残った:20。うち、25人は軽傷を負い、27人は重傷を負った:4

## 事故原因

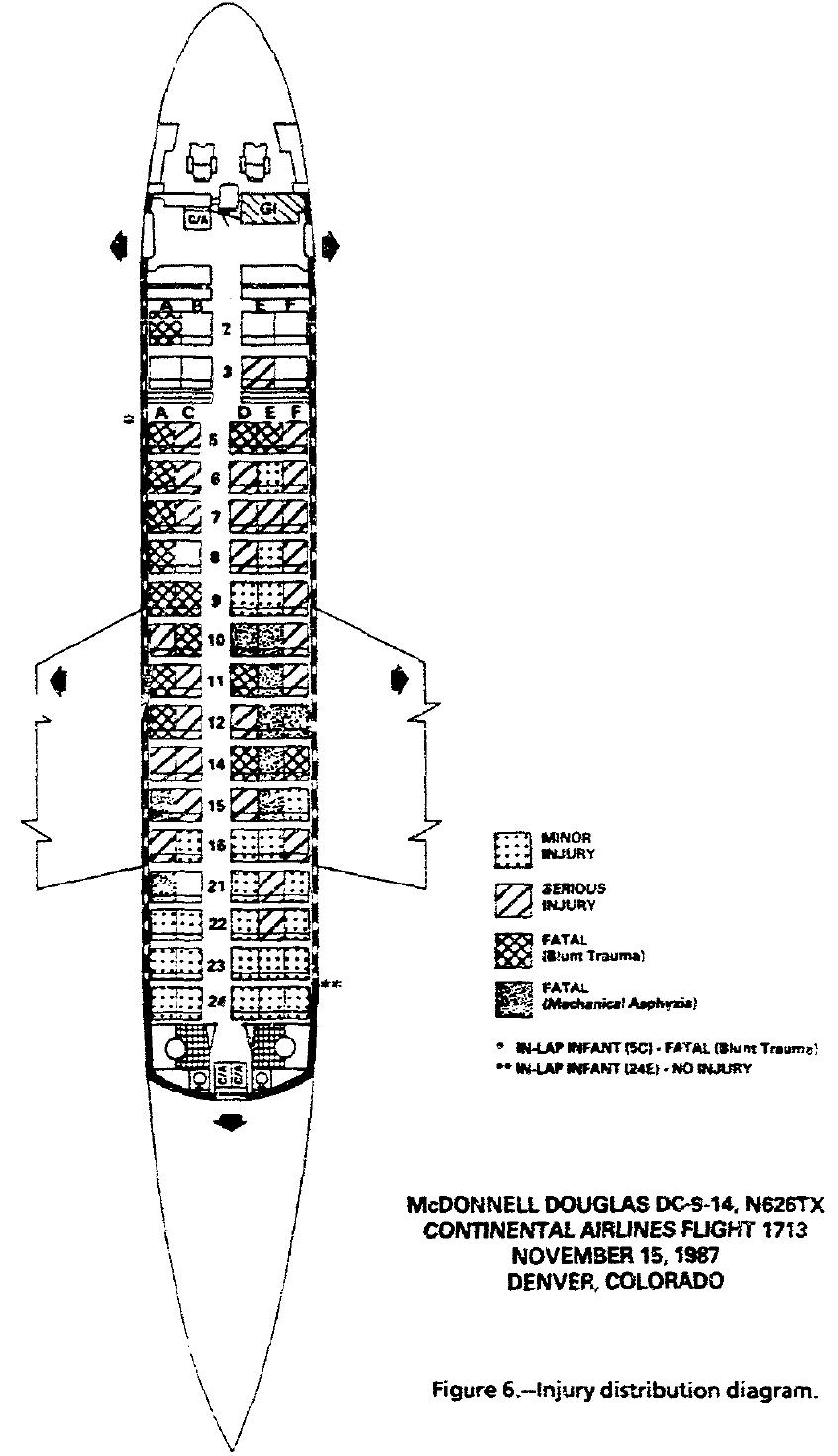
1713便の座席表

NTSBが事故調査を行った。機長は166時間以上、DC-9での飛行経験があり、副操縦士はわずか36時間しか経験がなかった。また、副操縦士はコンチネンタル航空に入社する前に、別の航空会社で飛行試験に3回落ちて解雇されていたことが判明した。調査官は、事故発生時に操縦していたのは副操縦士だと結論付けた。
調査官は、除氷を終えてから離陸するまでに、許される時間よりも7分長い27分かかっていると判定した。NTSBは、生存者の証言をもとに、除氷が終わり離陸する前に、主翼に着氷があったと結論付けた:33。また調査官は、除氷後に湿った雪が降り、除氷液が薄まって効果が無くなってしまったと述べた:33。航空機の製造会社は、微小な着氷でも機体のピッチやロールの制御を失うことがあると話した:33-34。これらのことから、NTSBは機体にわずかに着氷があったために、機体制御が難しくなったと結論付けた:35。
また、NTSBは、離陸時の副操縦士の誤った操縦で制御を失った可能性についても言及した:36。副操縦士は、毎秒6度以上という、通常の2倍近い角度で離陸させた:36。主翼へ着氷があったことと、通常より高い上昇率で離陸させたために、左翼が揚力を失った:36。また、このフライトは副操縦士にとって24日間の長期休暇の後のはじめてのフライトだった。この長期休暇が新人副操縦士の最近の訓練結果の維持を侵食し、彼の貧弱な離陸のパフォーマンスにつながったと結論付けた。:37。
1988年7月、コンチネンタル航空とNTSBは、事故の要因として、後方乱気流と滑走路の除雪不足、管制官のミスを挙げた報告書を提出した 。しかし、NTSBは後方乱気流は1713便の飛行には影響しなかっただろうとした:44。
特に、NTSBは、
パイロット達は、2度目の除氷を離陸前に要求しなかった 。乗員達の適切な管理や、訓練不足、そしてパイロット達と管制官の混乱が事故を引き起こした:44。
とした。

## 事故後
事故の後、コンチネンタル航空は除氷の手続きを再確認し、飛行時間が100時間未満のパイロット同士が割り当てられないようにするコンピューターシステムを開発した 。翌年発生した、デルタ航空1141便墜落事故では、1713便同様に、パイロット達が離陸前に無駄話をしていたことが、コックピットボイスレコーダーによって明らかにされている 。NTSBの報告書には、離陸前に「1713便の操縦室で飛行に関係のない話を約3分している」と述べられている:39。

## 映像化
- レインマン[12]
- メーデー!:航空機事故の真実と真相 第16シーズン第10話「Dead of Winter」